# داشلي سفلي
داشلي سفلي (بالفارسية: داشلی سفلی) هي قرية تقع في غلستان في إيران. يقدر عدد سكانها بـ 305 نسمة بحسب إحصاء 2016.